# ニューヨーコ・タイムス
『The New Yoko Times』（ニューヨーコ・タイムス）は、日本の歌手長山洋子のアイドル歌手時代にビクター音楽産業から発売された初のベスト・アルバム。発売日は1987年12月1日。

## 概要
デビュー・シングル「春はSA・RA SA・RA」から11枚目のシングル「星に願いを/ハートに火をつけて」までの全てのA面曲（両A面を含む）を収録したシングル・コレクション・アルバム。「星に願いを」のみ、シングルとはアレンジの異なるChristmas Versionで収録されている。ほか、未発表曲であるウォズ (ノット・ウォズ)のカバー「哀愁の瞳」、トニー・マッケンジーのカバー「ゲンキ天国」を含む。
ジャケットにはアルバムタイトルとアーティスト名の間には、デビュー日から本作発売までの期間を表す「1984.4.1～1987.12.1」の記載がある。
アルバムのライナーノーツには、長山本人による楽曲解説が掲載されている。

## 収録曲

### LPレコード

#### Side A
1. 春はSA・RA SA・RA
作詞・作曲：Raul Reiman, Jori Sivonen / 日本語詞：竜真知子 / 編曲：鷺巣詩郎
  - 1stシングルA面曲。
2. シャボン
作詞・作曲：桑田佳祐 / 編曲：鷺巣詩郎
  - 2ndシングルA面曲。
3. 密やかにときめいて…
作詞・作曲：高橋研 / 編曲：チト河内
  - 3rdシングルA面曲。
4. 瞬間はファンタジー
作詞：佐藤ありす / 作曲・編曲：水沢朱里
  - 4thシングルA面曲。
5. ゴールドウィンド
作詞・作曲：飛鳥涼 / 編曲：鷺巣詩郎
  - 5thシングルA面曲。
6. 素顔のままで
作詞：佐藤順英 / 作曲：花岡優平 / 編曲：若草恵
  - 6thシングルA面曲。
7. 雲にのりたい[注 1]
作詞：大石良蔵 / 作曲：鈴木邦彦 / 編曲：大谷和夫
  - 7thシングルA面曲。

#### side B
1. ヴィーナス
作詞・作曲：R.Leeuwen
日本語詞：篠原仁志 / 編曲：鷺巣詩郎
  - 8thシングルA面曲。
2. ユア・マイ・ラヴ
作詞：Candee Hire / 作曲：Gerd Rochel
日本語詞：篠原仁志 / 編曲：西平彰
  - 9thシングルA面曲。
3. 悲しき恋人たち
作詞・作曲：遠藤京子 / 編曲：武部聡志
  - 10thシングルA面曲。
4. ハートに火をつけて
作詞・作曲：中原めいこ / 編曲：西平彰
  - 11th両A面シングル曲。
5. 哀愁の瞳
作詞・作曲：Don Was, Dave was / 編曲：山川恵津子
  - 未発表曲。アメリカのポップ・ロック・グループ、ウォズ (ノット・ウォズ) - Was (Not Was)が1981年に発表したシングル曲「Where did your heart go?」のカバー曲[3]。
6. ゲンキ天国
作詞：Patricia Maessen / 作曲：Evert Verhees
日本語詞：森浩美 / 編曲：Casey Rankin
  - 未発表曲。オランダの男性シンガー、トニー・マッケンジー (Tony McKenzie)が1985年に発表したシングル曲「Come On Come On」のカバー曲[4]。
7. 星に願いを (Christmas Version) ～When You Wish Upon A Star～
作詞：竹花いち子 / 作曲：羽場仁志 / 編曲：山川恵津子
  - 11th両A面シングル曲の別バージョン。

### CD
1. 春はSA・RA SA・RA
2. シャボン
3. 密やかにときめいて…
4. 瞬間はファンタジー
5. ゴールドウィンド
6. 素顔のままで
7. 雲にのりたい
8. ヴィーナス
9. ユア・マイ・ラヴ
10. 悲しき恋人たち
11. ハートに火をつけて
12. 哀愁の瞳
13. ゲンキ天国
14. 星に願いを (Christmas Version) ～When You Wish Upon A Star～